# Mesadenella meeae
Mesadenella meeae är en orkidéart som beskrevs av Ruy José Válka Alves. Mesadenella meeae ingår i släktet Mesadenella och familjen orkidéer. Inga underarter finns listade i Catalogue of Life.